# Rie Yoshiyuki
Rie Yoshiyuki (吉行 理恵, Yoshiyuki Rie), née le 8 juillet 1939 à Tokyo et morte le 4 mai 2006 dans la même ville, est une poétesse et écrivaine japonaise.

## Biographie
Rie Yoshiyuki naît en 1939, fille de l'anarchiste littéraire et dadaïste Eisuke Yoshiyuki (1906-1940) et de sa femme Aguri Yoshiyuki (1907-). Sa mère a ouvert le premier salon de beauté de style occidental. Son frère ainé Junnosuke Yoshiyuki est également écrivain, sa sœur ainée Kazuko Yoshiyuki comédienne.
Rie Yoshiyuki étudie la littérature japonaise à l'université Waseda jusqu'en 1962. Elle publie ses premiers poèmes dans la revue Vega. En 1963, paraît son premier recueil de poèmes Aoi heya. Quatre ans plus tard, elle est lauréate du prix Toshiko Tamura pour son troisième recueil de poèmes En rêve. Suivent des recueils d'histoires courtes, telle que la mémoire, le récit primé La petite dame (1978) ou jumeaux dans le labyrinthe.
Rie Yoshiyuki décède le 4 mai 2006 à l'hôpital de Tokyo d'un cancer de la thyroïde.

## Prix et récompenses
- 1968 Prix Toshiko Tamura pour Yume no naka de (夢の中で)
- 1981 Prix Akutagawa pour Chiisana kifujin (小さな貴婦人)
- 1989 Prix de littérature féminine pour Kiiroi neko (黄色い猫)

## Œuvres (sélection)
- 1970 Otoko kirai (男嫌い, Männerhass), récit
- 1970 Yoshiyuki Rie shishū (吉行理恵詩集, Yoshiyuki Rie Gedichtsammlung)
- 1975 Ido no hoshi (井戸の星)
  - Les étoiles dans la fontaine
- 1975 Kumo no iru sora (雲のいる空, Dans le ciel, où vivent les nuages)
- 1978 Chiisana kifujin (小さな貴婦人, La petite dame)
- 1985 Mairo no futago (迷路の双子, Jumeaux dans le labyrinthe), poèmes
- o.J. Kioku no naka ni (記憶のなかに, En souvenir), récits

## Source de la traduction
- (de) Cet article est partiellement ou en totalité issu de l’article de Wikipédia en allemand intitulé « Rie Yoshiyuki » (voir la liste des auteurs).